# Маја Ћирић
Маја Ћирић (Кикинда, 7. новембар 1989.) српска је  атлетичарка која се такмичи у спринтерским дисциплинама.
На Првенству Балкана у Старој Загори (2018), Маја Ћирић је заједно са Тамаром Салашки, Зораном Барјактаровић и Бојаном Каличанин истрчала нови државни рекорд Србије у штафети 4 х 400 метара у времену 3:34,64 минута. Претходни рекорд био је тада стар 18 година и износио је 3:35,36.
Маја Ћирић је 2022. истрчала у Острави нови рекорд Србије у дворани на 400 м у времену 52,33 секунди. На такмичењу 2. лиге Екипног првенства Европе у оквиру Европских игара у Хожову истрчала је са  мешовитом штафетом Србије 4 х 400  метара национални рекорд у времену 3:21,27 минута.